# Josh Henderson
Josh Henderson, nome completo Joshua Baret Henderson (Dallas, 25 ottobre 1981), è un attore, cantante e modello statunitense.
Henderson è conosciuto per il ruolo da protagonista come John Ross Ewing III nel revival della TNT di Dallas (2012-2014), figlio di J.R. (Larry Hagman) e Sue Ellen (Linda Gray). Grazie a questo ruolo ha ottenuto la fama internazionale. Ha interpretato Austin McCann su ABC nella serie televisiva Desperate Housewives (2006-2007), ed è apparso anche in Step Up. A renderlo abbastanza noto al pubblico è stata la partecipazione al programma Popstars andato in onda nella rete televisiva The WB: gara di canto in cui è stato selezionato come uno dei vincitori che avrebbero preso parte al gruppo pop Scene 23. 

## Biografia e carriera
Josh Henderson nasce a Dallas, Texas, da Sharon Lea Henderson. Affetto da eterocromia oculare, ha un occhio quasi cieco, il sinistro, che è verde, mentre il suo occhio destro è blu. È cresciuto a Tulsa, Oklahoma, dove si è diplomato alla Memorial High School nel 2000. Henderson ha gareggiato nella seconda stagione del reality show Popstars su The WB, dove ha vinto un posto nel gruppo pop Scene 23, che si sciolse a causa di scarse vendite del loro album di debutto. Ha partecipato come guest star in 8 semplici regole... per uscire con mia figlia, 90210 e CSI: Scena del crimine.
Nel 2006 è entrato a far parte del cast di Desperate Housewives nel ruolo di Austin McCann. Tra i suoi film ricordiamo La ragazza della porta accanto (2004), I tuoi, i miei e i nostri (2005), Step Up (2006), Broken Bridges (2006), Impronte digitali (2006) e La strategia di Adam (2009).
Dal 2012 veste i panni di John Ross Ewing III nella nuova serie di Dallas, debuttata sulla rete americana TNT e registrando un ascolto record di 7 milioni. Con lui nella serie gli storici Larry Hagman (J.R.), Linda Gray (Sue Ellen) e Patrick Duffy (Bobby). Grazie a questo ruolo ha ottenuto fama internazionale e ricevuto ottime critiche per la sua performance.

## Filmografia

### Cinema
- H20 - Bagno di sangue (Leeches!), regia di David DeCoteau (2003) uscito in home video
- La ragazza della porta accanto (The Girl Next Door), regia di Luke Greenfield (2004)
- I tuoi, i miei e i nostri (Yours, Mine and Ours), regia di Raja Gosnell (2005)
- Step Up, regia di Anne Fletcher (2006)
- Broken Bridges, regia di Steven Goldmann (2006)
- Innocenti presenze (Fingerprints), regia di Harry Basil (2006)
- Scherzo letale (April Fool's Day), regia di Mitchell Altieri (2008) uscito in home video
- La strategia di Adam (The Jerk Theory), regia di Scott S. Anderson (2009)
- Rushlights, regia di Antony Stutz (2012)
- Vendetta e redenzione (Swelter), regia di Keith Parmer (2014)

### Televisione
- Maybe It's Me – serie TV, 1 episodio (2002)
- Do Over – serie TV, 1 episodio (2002)
- She Spies – serie TV, 1 episodio (2003)
- One on One – serie TV, 10 episodi (2002-2003)
- Newton, regia di Lesli Linka Glatter – film TV (2003)
- North Shore – serie TV, 1 episodio (2004)
- 8 semplici regole... per uscire con mia figlia (8 Simple Rules... for Dating My Teenage Daughter) – serie TV, 1 episodio (2004)
- The Deerings, regia di Shawn Levy – film TV (2004)
- Rodney – serie TV, 1 episodio (2005)
- Over There – serie TV, 13 episodi (2005)
- Desperate Housewives - I segreti di Wisteria Lane (Desperate Housewives) – serie TV, 16 episodi (2006-2007)
- 90210 – serie TV, 3 episodi (2008-2009)
- CSI - Scena del crimine (CSI: Crime Scene Investigation) – serie TV, 1 episodio (2009)
- Betwixt, regia di Christian Duguay – film TV (2010)
- Dallas – serie TV, 40 episodi (2012-2014)
- The Arrangement – serie TV, 20 episodi (2017-2018)
- A casa per Natale (Time for Me to Come Home for Christmas), regia di David Winning – film TV (2018)
- All Rise – serie TV, 2 episodi (2021)

## Riconoscimenti
- 2007 – Screen Actors Guild Award
  - Nomination Miglior cast in una serie commedia per Desperate Housewives (con Andrea Bowen, Richard Burgi, Mehcad Brooks, Ricardo Chavira, Marcia Cross, James Denton, Teri Hatcher, Zane Huett, Felicity Huffman, Kathryn Joosten, Nashawn Kearse, Brent Kinsman, Shane Kinsman, Joy Jorgensen, Eva Longoria, Kyle MacLachlan, Laurie Metcalf, Shawn Pyfrom, Doug Savant, Dougray Scott, Nicollette Sheridan, Brenda Strong, Kiersten Warren e Alfre Woodard)

## Doppiatori italiani
Nelle versioni in italiano delle opere in cui ha recitato, Joe Urla è stato doppiato da:
- Daniele Raffaeli in Desperate Housewives - I segreti di Wisteria Lane, La strategia di Adam
- Andrea Mete in Over there
- Federico Di Pofi in 90210
- Gianfranco Miranda in CSI - Scena del crimine
- Francesco Pezzulli in Dallas
- Stefano Crescentini in All Rise